# Arroyo Azul, Veracruz
Arroyo Azul är en ort i Mexiko.   Den ligger i kommunen Carrillo Puerto och delstaten Veracruz, i den sydöstra delen av landet, 270 km öster om huvudstaden Mexico City. Arroyo Azul ligger 317 meter över havet och antalet invånare är 970.
Terrängen runt Arroyo Azul är huvudsakligen platt, men åt nordväst är den kuperad. Runt Arroyo Azul är det ganska tätbefolkat, med 134 invånare per kvadratkilometer. Närmaste större samhälle är Cuitláhuac, 4,3 km väster om Arroyo Azul. Trakten runt Arroyo Azul består till största delen av jordbruksmark.